# Bevrijding van Gęsiówka
De bevrijding van Gęsiówka was een gebeurtenis tijdens de Opstand van Warschau op 5 augustus 1944, waarbij Poolse opstandelingen van de Armia Krajowa het concentratiekamp Gęsiówka bevrijdden en meer dan 348 Joodse gevangenen redden van de dood.

## Achtergrond
Gęsiówka was oorspronkelijk een gevangenis, later door de Duitse bezettingsmacht omgevormd tot een concentratiekamp. Het kamp bevond zich in het centrum van Warschau, dat tijdens de Tweede Wereldoorlog grotendeels verwoest was. In de zomer van 1944, tijdens de Opstand van Warschau, kreeg Gęsiówka bijzondere betekenis als locatie waar een bevrijdingsactie plaatsvond. Te midden van de gevechten werd het kamp een symbool van verzet en menselijkheid.

## De bevrijding
Op 5 augustus 1944 voerde de Poolse verzetsgroep Bataljon Zośka, onderdeel van het Armia Krajowa, een militaire aanval uit op het concentratiekamp Gęsiówka. De operatie werd gekenmerkt door zorgvuldige planning en snelle uitvoering. De opstandelingen slaagden erin de verdedigingslinies van het kamp te doorbreken en de gevangenen te bevrijden.
Volgens ooggetuigen waren de gevangenen in zeer slechte lichamelijke conditie, maar leefden nog. De bevrijding wordt in de Poolse herinneringscultuur vaak beschouwd als een uitzonderlijk moment van menselijkheid en solidariteit binnen de context van gewapend verzet.